# The Shoes
The Shoes was een Nederlandse band uit Zoeterwoude die furore maakte in de hitparade vanaf 1966.

## Achtergrond
De groep werd in 1963 opgericht als The White Shoes. Tijdelijk Double You geheten (zonder Van Es). Hits waren onder andere Na na na, Don't you cry for a girl en Osaka. Laatste single Who am I verscheen in 1975. Bij CNR verscheen in 1981 nog de dubbele A-kant Osaka / Na na na. De groep bestond uit Theo van Es (zang), Wim van Huis (gitaar), Jan Versteegen (basgitaar) en Henk Versteegen (drums). Van Es ging vervolgens ook solo aan de slag en had korte tijd succes met Hello my love (1972) en de nummer 1-hit met As long as it's love (1979). Zijn solo-elpee werd in verschillende landen uitgebracht en stond enige tijd in de Amerikaanse lijst van de 200 bestverkochte albums. Ook op Nederlandstalig vlak is hij (nog steeds) actief.

## Discografie

### Albums
| Jaar | Titel                                       | Drager | Muziekmaatschappij | Overig     |
| ---- | ------------------------------------------- | ------ | ------------------ | ---------- |
| 1968 | Wie The Shoes Past...                       | 12"LP  | Polydor            | 236 168    |
| 1969 | Greatest Shoes' Hits                        | 12"LP  | Polydor            | 236 813    |
| 1970 | Let The Shoes Shine In                      | 12"LP  | Polydor            | 2441 013   |
| 1973 | The Best                                    | 12"LP  | Polydor            | 2495 046   |
| 1974 | Make Up Your Make-Up                        | 12"LP  | Negram             | NR 103     |
| 1980 | Greatest Hits                               | 12"LP  | Polydor            | 2426 026   |
| 1982 | Live '81                                    | 12"LP  | CNR                | 660 102    |
| 1990 | Greatest Hits (Nederpop)                    | CD     | Polydor            | 843 208 2  |
| 1995 | Do It                                       | CD     | Multidisk          | 551 048 2  |
| 1998 | Na Na Na                                    | CD     | Rotation           | 557 779 2  |
| 2002 | Singles A's & B's                           | 2 CD's | Hunter Music       | HM 1389 2  |
| 2004 | Wie The Shoes Past + Let The Shoes Shine In | CD     | Hunter Music       | HMR 1585 2 |

### Singles
| Jaar | Titel                                             | Drager   | Muziekmaatschappij   | Overig                   |
| ---- | ------------------------------------------------- | -------- | -------------------- | ------------------------ |
| 1963 | The Shuck / Warum Weinst Du                       | 7"single | Monty Records        | 14 447 (als White Shoes) |
| 1963 | Bye Bye Baby / I Will Be Home Again               | 7"single | Monty Records        | 14 449 (als White Shoes) |
| 1966 | Standing And Staring / Ask My Mother              | 7"single | Polydor              | S 1210                   |
| 1967 | Na Na Na / Listen To The Lyrics Of This Song      | 7"single | Polydor              | S 1219                   |
| 1967 | Peace And Privacy / Once Again                    | 7"single | Polydor              | S 1237                   |
| 1967 | Farewell In The Rain / What In The World Is Love  | 7"single | Polydor              | S 1249                   |
| 1968 | Farewell In The Rain / Na Na Na                   | 7"single | Vogue                | DV 14 718 (Duitsland)    |
| 1968 | No Money For Roses / Imagination                  | 7"single | Polydor              | S 1257                   |
| 1968 | Farewell In The Rain / No Money For Roses         | 7"single | Durium Marche Estere | DE 2694 (Italië)         |
| 1968 | Man's Life / I Don't Want To Go                   | 7"single | Polydor              | S 1265                   |
| 1968 | Don't You Cry For A Girl / Shooting Star          | 7"single | Polydor              | S 1282                   |
| 1968 | Tank Esso Mix / He Spoiled The Days               | 7"single | Esso                 | LP 1                     |
| 1969 | Emptiness / End Of The Line                       | 7"single | Polydor              | S 1301                   |
| 1969 | That Tender Looking Angel / Trip Around The World | 7"single | Polydor              | S 1310                   |
| 1969 | Happiness Is In This Beat / My Girl Flo           | 7"single | Polydor              | S 1318                   |
| 1969 | Daylight / Time Is What I Need                    | 7"single | Polydor              | S 1331                   |
| 1969 | End Of The Line / Happiness Is In This Beat       | 7"single | Polydor              | 59354 (Duitsland)        |
| 1970 | Osaka / Flutes, Horns, Strings And Drums          | 7"single | Polydor              | 2050 014                 |
| 1970 | Adios Corazon / I'm On My Way                     | 7"single | Polydor              | 2050 035                 |
| 1970 | After All / Highways And Byways                   | 7"single | Polydor              | 2050 062                 |
| 1971 | Bless The Day / Be What You Are                   | 7"single | Polydor              | 2050 085                 |
| 1971 | Join The Celebration / Little Miss Lonely         | 7"single | Polydor              | 2050 122                 |
| 1974 | Face To Face / No One Knows                       | 7"single | Negram               | NG 403                   |
| 1974 | Up And Down / She La La                           | 7"single | Negram               | NG 432                   |
| 1974 | Make Up Your Make-Up / Good Morning Everyone      | 7"single | Negram               | NG 454                   |
| 1975 | The Hour Comes Nigh / Bumpy Sound                 | 7"single | Negram               | NG 488                   |
| 1975 | Who Am I / Angel Of The Night                     | 7"single | Negram               | NG 2068                  |
| 1981 | Osaka (Live) / Na Na Na (Live)                    | 7"single | CNR                  | 141 786                  |
| 1995 | In My Dreams + Donna                              | CDS      | Multidisk            | 551 573 2                |

### Singles Hitnoteringen
| Single met eventuele hitnotering(en) in de Nederlandse Top 40 | Datum van verschijnen | Datum van binnenkomst | Hoogste positie | Aantal weken | Opmerkingen |
| ------------------------------------------------------------- | --------------------- | --------------------- | --------------- | ------------ | ----------- |
| Standing and staring                                          |                       | 3-12-1966             | 13              | 12           |             |
| Na na na                                                      |                       | 18-2-1967             | 6               | 12           |             |
| Peace and privacy                                             |                       | 20-5-1967             | 14              | 6            |             |
| Farewell in the rain                                          |                       | 7-10-1967             | 14              | 8            |             |
| No money for roses                                            |                       | 9-3-1968              | 14              | 9            |             |
| Man's life                                                    |                       | 25-5-1968             | 11              | 7            |             |
| Don't you cry for a girl                                      |                       | 7-9-1968              | 5               | 9            |             |
| Emptiness                                                     |                       | 25-1-1969             | 34              | 3            |             |
| That tender looking angel                                     |                       | 10-5-1969             | 26              | 4            |             |
| Happiness is in this beat                                     |                       | 2-8-1969              | 19              | 5            |             |
| Daylight                                                      |                       | 29-11-1969            | 35              | 2            |             |
| Osaka                                                         |                       | 11-4-1970             | 6               | 10           |             |
| Adios corazon                                                 |                       | 18-7-1970             | 30              | 3            |             |
| Face to face                                                  |                       | 9-2-1974              | 12              | 7            |             |
| Make up your make up                                          |                       | 9-11-1974             | 26              | 4            |             |

### NPO Radio 2 Top 2000
| Nummers met noteringen in de NPO Radio 2 Top 2000 | '99  | '00  | '01  | '02  | '03  | '04  | '05  | '06  | '07  | '08  | '09  | '10  | '11  | '12  | '13  | '14  |
| ------------------------------------------------- | ---- | ---- | ---- | ---- | ---- | ---- | ---- | ---- | ---- | ---- | ---- | ---- | ---- | ---- | ---- | ---- |
| Na Na Na                                          | 1406 | 1342 | 1345 | 1756 | 1989 | 1724 | 1697 | 1876 | 1931 | 1747 | -    | 1912 | 1800 | 1832 | -    | -    |
| Osaka                                             | -    | -    | 1540 | 1812 | 1413 | 1629 | 1379 | 1641 | 1635 | 1586 | 1624 | 1784 | 1297 | 1472 | 1919 | 1725 |

1. ↑  Een '-' betekent dat het nummer niet was genoteerd en een vetgedrukt getal geeft de hoogste notering van een nummer aan.
2. ↑  Deze tabel is bijgewerkt tot en met de laatste editie (2024).